# Коронаційна корона
Коронаційна корона — спеціально виготовлена корона, якою монарх увінчується на урочистій церемонії коронування. 
У деяких монархіях королі (імператори, велики князі) мають або мали низку корон на різні випадки життя: коронаційна корона, яка використовується під час коронації; державна корона для загального використання під час офіційних церемоній, тощо.

## Список корон
| Назва                             | Дата               | Зображення | Коментар |
| --------------------------------- | ------------------ | ---------- | --- |
| Корона Священної Римської імперії | 960 - 1027         |            | Коронаційна корона імператорів Священної Римської імперії. Була виготовлена в кінці 10 або на початку 11 століття. На відміну від багатьох інших корон, має восьмикутну, а не круглу форму, і зроблена з восьми шарнірних пластин. |
| Корона Св. Едварда                | 1661               |            | Традиційна англійська (пізніше британська) коронаційна корона. З часу відновлення монархії 1660 р. використовувалась в низці коронацій (але не в більшості). Коронованими короною Святого Едуарда були монархи: Карл II (1661), Яків II (1685), Вільгельм III (1689), Георг V (1911), Георг VI (1937) та Єлизавета II (1953). Король Едуард VII мав намір увінчуватися короною Св. Едварда, але у підсумку використав Імператорську державну корону. |
| Корона Шотландії                  | 1540               |            | Традиційна шотландська коронаційна корона. Була виготовлена (або, принаймні, перероблена) для короля Якова V в 1540 році. Іншими коронованими нею монархами були Марія (1543), Яків VI (1567), Карл I (1633) та Карл II (1651). |
| Корона Карла Великого             | 840                |            | Корона Карла Великого (фр.: Couronnes de Charlemagne) - коронаційна корона королів Франції аж до короля Людовика XVI включно. Була знищена під час Французької революції. |
| Корона Святого Ярополка           | 1075               |            | Корона, якої Папа Римський коронував першого короля Русі Ярополка Ізяславовича. Зображення корони Св. Ярополка збереглося в Молитовнику Гертруди. |
| Корона Руського королівства       | 1253               |            | Коронаційна корона короля Русі Данила Романовича, яку він прийняв наприкінці 1253 — початку 1254 року від посланця Папи Римського Інокентія IV легата Опізо з Мезано. |
| Корона Християна V                | 1671               |            | Коронаційна корона данських монархів. Виготовлена німецьким ювеліром Паулем Курцем, використовувалась для коронування данських монархів від короля Християна V до короля Християна VIII. Після скасування абсолютної монархії в Данії в 1849 році корона перестала використовуватися для коронації. |
| Корона Норвегії                   | 1818               |            | Коронаційна корона Норвегії. Виготовлена 1818 року для коронації короля Карла III Йохана, який був королем Швеції та Норвегії. Іншими коронованими монархами були Карл IV (1860), Оскар II (1873) і Хакон VII (1906). Нинішній король Гаральд V отримав корону 1991 року, але не увінчувався нею. |
| Корона Еріка XIV                  | 1561               |            | Традиційна шведська коронаційна корона. Виготовлена фламандським золотарем Корнелієм вер Вельденом і використовувалась для коронування шведських монархів від короля Еріка XIV до короля Оскара II. |
| Корона Св. Стефана                | 1000 / 1100 - 1300 |            | Король Угорщини вважався легітимним лише після офіційної коронації його короною Св. Стефана. Вона була подарунком Папи Римського Сильвестра II і використовувалась для коронування короля Стефана I, першого християнського короля Угорщини (1001 р). Пізніше вона була викрадена й замінена поточною версією, що зображена на гербі Угорщини. |
| Корона Св. Вацлава                | 1347               |            | Коронаційна корона королівства Богемії (Чехії) з 1347 року до початку XX ст. |
| Корона Болеслава І                | 1000 / 1320        |            | Традиційна коронаційна корона королів Польщі, а пізніше королів Речі Посполитої (Польща, Україна, Литва, Білорусь). За легендою Болеслав I Хоробрий отримав її від імператора Священної Римської імперії Оттона III. Оригінальна корона була втрачена. У 1320 році для коронації короля Владислава I виготовили новий набір королівських клейнодів, який використовували пізніше для коронації королів Речі Посполитої аж до 18-го століття. |
| Корона російської імперії         | 1762               |            | Корона російської імперії, виготовлена 1762 року для коронації Катерини II. Зроблена за зразком дизайну корони Візантійської імперії, виготовлена з двох золотих та срібних півсфер, що представляли східну та західну Римські імперії. Корона містить 75 перлів і 4936 індійських діамантів, що утворюють лаврове та дубове листя, і увінчана 398,62-каратною рубіном, який раніше належав імператриці Єлизаветі, та діамантовим хрестом. Крона була виготовлена за рекордні два місяці і важила 2,3 кг. З 1762 р. була коронаційною короною всіх імператорів Романових, аж до скасування монархії. |
| Корона Кіані                      | 1796               |            | Традиційна іранська коронаційна корона, виготовлена 1796 року для династії Каджарів. Використовувалась для коронування всіх каджарських шахів від Фатх-Алі Шаха до Ахмада Шаха. |
| Корона Пахлаві                    | 1926               |            | Виготовлена 1926 року для коронації Рези Пахлаві на заміну Корони Кіані. Так само використовувалась для коронування Мохаммеда Рези Пахлаві 1967 року. |
| Велика корона Перемоги            | 1785               |            | Виготовлена 1785 року для коронації короля Сіама Рами I. Корону використовують під час церемонії коронації Тайського монарха і не носять з інших приводів. Під час коронації король накладає корону собі на голову. Корона виготовлена із золота і важить більше 7,3 кг. На інших державних заходах королі носять корону Катіни. |